# 坑口站 (江西)
坑口站位于江西省上饶市枫岭头镇坑口村，是沪昆铁路的一座火车站。车站建于1958年，1962年建成通往坑口矿区、长1.96公里的713专用线；1971年车站又进行了扩建:137,142。坑口站由南昌铁路局上饶车务段管理，为四等站，不办理客货运业务，目前上饶西货站工程正在该站附近建设中。